# جامعه اسلامی دانشجویان دانشگاه تبریز

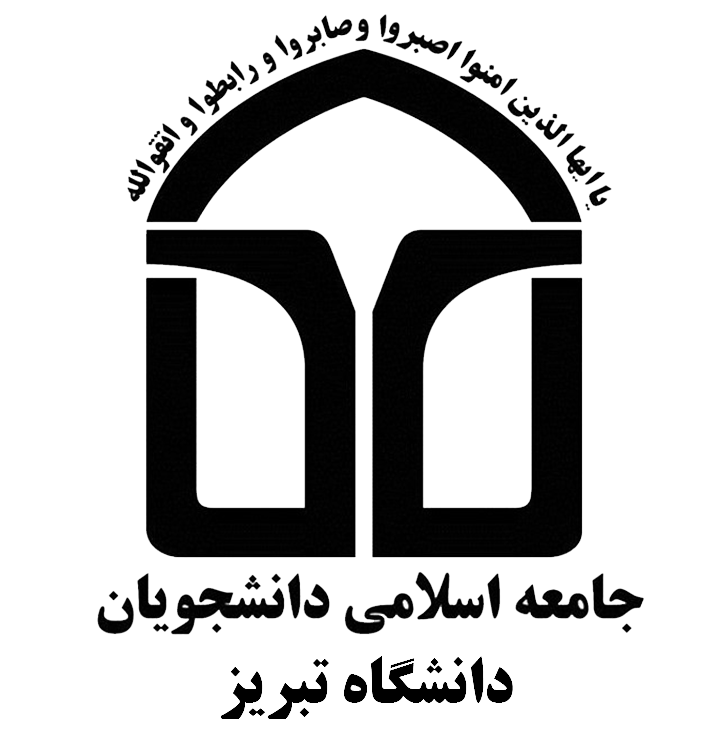
لوگو جامعه اسلامی دانشجویان دانشگاه تبریز

- سابقه فعالیت جامعه اسلامی دانشجویان دانشگاه تبریز به سال ۱۳۶۹ برمیگردد که بنابر ضروریت‌های زمان و نیازهای بعد از پیروزی انقلاب با نظر دولت هاشمی رفسنجانی و با وحدت نظر جمعی از دانشجویان انقلابی دانشگاه تبریز، با هدف ترویج گفتمان انقلاب در سال ۱۳۷۳ رسما پا به منصه فعالیت نهاد و تا به امروز علی رغم فراز و نشیب های سیاسی و تغییرات مدیریتی، با عزمی راسخ و فزاینده در حال فعالیت بوده و سعی در ایفای نقش و رسالت خود داشته است.

- در کنار این مهم، پرورش نیروهای انقلابی و به عبارتی کادرسازی برای نظام از دیگر اهداف این تشکل انقلابی بوده است، که تا به امروز علی‌رغم فراز و نشیب‌های سیاسی و تغییرات مدیریتی، با عزمی راسخ و فزاینده در حال فعالیت بوده و سعی در ایفای نقش و رسالت خود داشته است.

## شورای مرکزی فعلی
دبیر شورا: آقای حمیدرضا آقائی
قائم مقام دبیر: آقای محمدحسین نسیمی
مسئول واحد تشکیلات: آقای محمدحسین نسیمی
قائم مقام واحد تشکیلات: آقای مصطفی پریزن
مسئول واحد سیاسی: آقای محمدحسین حاجی‌زاده
مسئول واحد آموزش: آقای امین مجلسی
مسئول واحد فرهنگی: آقای محمدجواد زواران
مسئول واحد خواهران: سرکار خانم نجفی
مسئول واحد روابط عمومی: سرکار خانم داشچی رضایی
مسئول واحد بین‌الملل: سرکار خانم علیزاده

## دبیران جامعه اسلامی دانشجویان دانشگاه تبریز از زمان تاسیس تاکنون
اصغر حسنی (۱۳۷۵-۱۳۷۴)
حسین جعفری (۱۳۷۶-۱۳۷۵)
نظرعلی پیشرویان (۱۳۷۷-۱۳۷۶)
علی طاهرفر (۱۳۷۸-۱۳۷۷)
علی طاهرفر (۱۳۷۹-۱۳۷۸)
مهدی صادقی موحد (۱۳۸۰-۱۳۷۹)
مسعود سعادتی (۱۳۸۱-۱۳۸۰)
فاطمه رزمی (۱۳۸۲-۱۳۸۱)
آقای کارگری (به مدت دوماه)
محمدعلی مِیسمی (۱۳۸۴-۱۳۸۳)
جهانبخش سلمانیان (۱۳۸۵-۱۳۸۴)
جهانبخش سلمانیان (۱۳۸۶-۱۳۸۵)
ایوب سلیمی (۱۳۸۷-۱۳۸۶)
اکبر حیدرپناه (۱۳۸۸-۱۳۸۷)
اصغر قلیزاده (۱۳۸۹-۱۳۸۸) فوت شده بعلت سانحه رانندگی
محمد سلطانپور (۱۳۹۰-۱۳۸۹)
طاهر اصل گَرَکانی (۱۳۹۱-۱۳۹۰)
طاهر اصل گَرَکانی (۱۳۹۲-۱۳۹۱)
محمد راستکار مهربانی (۱۳۹۳-۱۳۹۲)
متین منتظمی (۱۳۹۴-۱۳۹۳)
بهرام مولایی (۱۳۹۵-۱۳۹۴)
محمدحسین کاظمی (۱۳۹۶-۱۳۹۵)
محمدحسین کاظمی (۱۳۹۷-۱۳۹۶)
حجت محمدی ترکمانی (۱۳۹۸-۱۳۹۷)
حجت محمدی ترکمانی (۱۳۹۹-۱۳۹۸)
محمدحسین کاظمی (۱۴۰۰-۱۳۹۹)
محمدحسین پارسا (۱۴۰۱-۱۴۰۰)
علی احمدی (۱۴۰۲-۱۴۰۱)
محمدحسین جوادی (۱۴۰۳-۱۴۰۲)
‎ ‎ 
علی اصغر نسیمی (۱۴۰۴-۱۴۰۳)